# Rivolta di Babilonia
La Rivolta di Babilonia fu la rivolta del generale Nabopolassar che, tra il 626 a.C. e il 620 a.C., diede inizio ad una guerra di indipendenza che portò alla nascita dell'Impero neo-babilonese il quale, nel 609 a.C., pose fine una volta per tutte all'impero assiro.

## Antefatti

Principali città protagoniste delle rivolte babilonesi contro gli assiri

Da quando l'Impero neo-assiro aveva conquistato Babilonia nel 729 a.C. sotto il regno di Tiglath-Pileser III, i re assiri erano stati tormentati dalla "questione babilonese", ovvero continue ribellioni che miravano a ripristinare l'indipendenza. Nonostante i numerosi tentativi dei sovrani assiri di risolvere il problema, come la distruzione di Babilonia da parte di Sennacherib e la sua restaurazione da parte di Esarhaddon, le ribellioni e le insurrezioni rimasero frequenti. La rivolta del 626 a.C. fu solo l'ultima di una lunga serie.

## Rivolta
Nel 626 a.C., all'inizio del regno del re assiro Sinsharishkun, un generale chiamato Nabopolassar approfittò dell'instabilità politica, causata da una breve guerra civile tra il re e il generale Sinshumulishir, per assaltare le città di Babilonia e Nippur. Nabopolassar fu vittorioso in entrambe le battaglie, ma la risposta degli Assiri fu rapida e nell'ottobre del 626 a.C. riconquistarono Nippur e assediarono la città di Uruk, controllata da Nabopolassar, che però riuscì a respingerli. L'esercito assiro decise quindi di muovere verso Babilonia, che però non riuscì a riprendere. Il 23 novembre 626 a.C. Nabopolassar fu formalmente incoronato re di Babilonia, e ciò ripristinò la Babilonia come regno indipendente dopo oltre un secolo di dominio assiro. Le forze di Sinsharishkun intrapresero una nuova campagna nella Babilonia settentrionale tra il 625 a.C. e il 623 a.C. e, sebbene inizialmente avessero avuto successo, conquistando la città di Sippar, altre città meridionali, come Der, cominciarono a sollevarsi contro gli Assiri. Sinsharishkun si rese conto della minaccia rappresentata da una rivolta su larga scala e guidò personalmente un massiccio contrattacco, riconquistando con successo Uruk nel 623 a.C., infliggendo un colpo durissimo a Nabopolassar. Egli sarebbe potuto essere sconfitto se non fosse stato per una rivolta guidata da un generale assiro (il cui nome è sconosciuto), intenzionato a prendere il potere, che marciò su Ninive, dove si impadronì con successo del trono assiro. Sinsharishkun fu costretto ad abbandonare la campagna in Babilonia per scacciare l'usurpatore, che sconfisse dopo soli cento giorni, dando ai babilonesi il tempo di riconquistare i territori persi e occupare gli ultimi avamposti assiri. Nel 620 a.C. Nabopolassar aveva ormai consolidato il suo dominio su tutta la Babilonia, dando inizio all'Impero neo-babilonese.

## Conseguenze

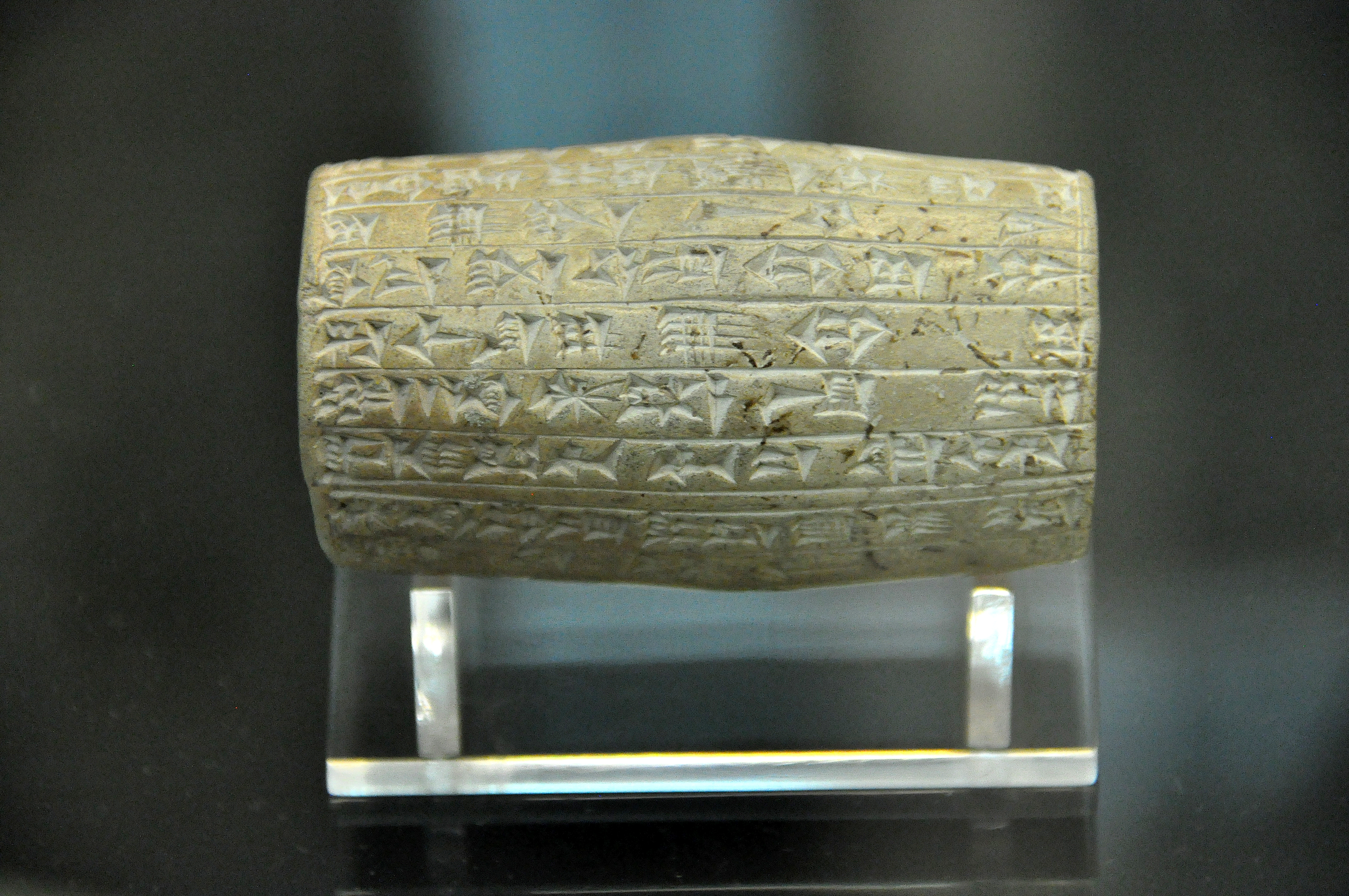
Cilindro di argilla di Nabopolassar

Dopo aver restaurato la Babilonia come regno indipendente sotto di sé, Nabopolassar continuò a muovere guerra agli Assiri. Nel 616 a.C. si era spinto a nord fino al fiume Balikh. Tra l'ottobre e il novembre del 615 a.C., i Medi, un altro antico nemico dell'Assiria, sotto il re Ciassare, entrarono in guerra a fianco dei babilonesi e conquistarono la regione intorno alla città di Arrapha, in preparazione di una grande campagna finale contro Sinsharishkun. Nel luglio del 614 a.C., i Medi attaccarono la città di Kalhu e conquistarono con successo la città di Tarbisu, per poi assediare Assur. Poco dopo la caduta di quest'ultima città, Sinsharishkun fece il suo ultimo tentativo di contrattacco, marciando verso la città di Rahilu, ma l'esercito di Nabopolassar si era già ritirato prima che potesse avere luogo una battaglia Tra l'aprile e il maggio del 612 a.C., all'inizio del quattordicesimo anno di Nabopolassar come re di Babilonia, l'esercito combinato medo-babilonese marciò su Ninive, capitale assira, portando ad un lungo e brutale saccheggio. Quattro anni dopo, nel 609 a.C., le forze medo-babilonesi posero fine all'Impero neo-assiro una definitivamente.